# Torkkolansaari (ö i Österbotten)
Torkkolansaari är en ö i Finland. Den ligger i Kyro älv och i kommunen Vasa i den ekonomiska regionen  Vasa  och landskapet Österbotten, i den sydvästra delen av landet, 400 km norr om huvudstaden Helsingfors. Öns area är 0,7 hektar och dess största längd är 260 meter i öst-västlig riktning.